# Haploniscus belyaevi
Haploniscus belyaevi är en kräftdjursart som beskrevs av Yakov Avadievich Birstein1963. Haploniscus belyaevi ingår i släktet Haploniscus och familjen Haploniscidae. Inga underarter finns listade i Catalogue of Life.